# Cârbești
Cârbești – wieś w Rumunii, w okręgu Gorj, w gminie Drăguțești. W 2011 roku liczyła 1106 mieszkańców.